# Can Ferrater
Can Ferrater és una masia del barri de Canyet de Badalona, catalogada com a bé cultural d'interès local. A la finca hi ha una capella del segle xviii i un antic aqüeducte, inclosos a l'Inventari del Patrimoni Cultural Català.

## Història i descripció

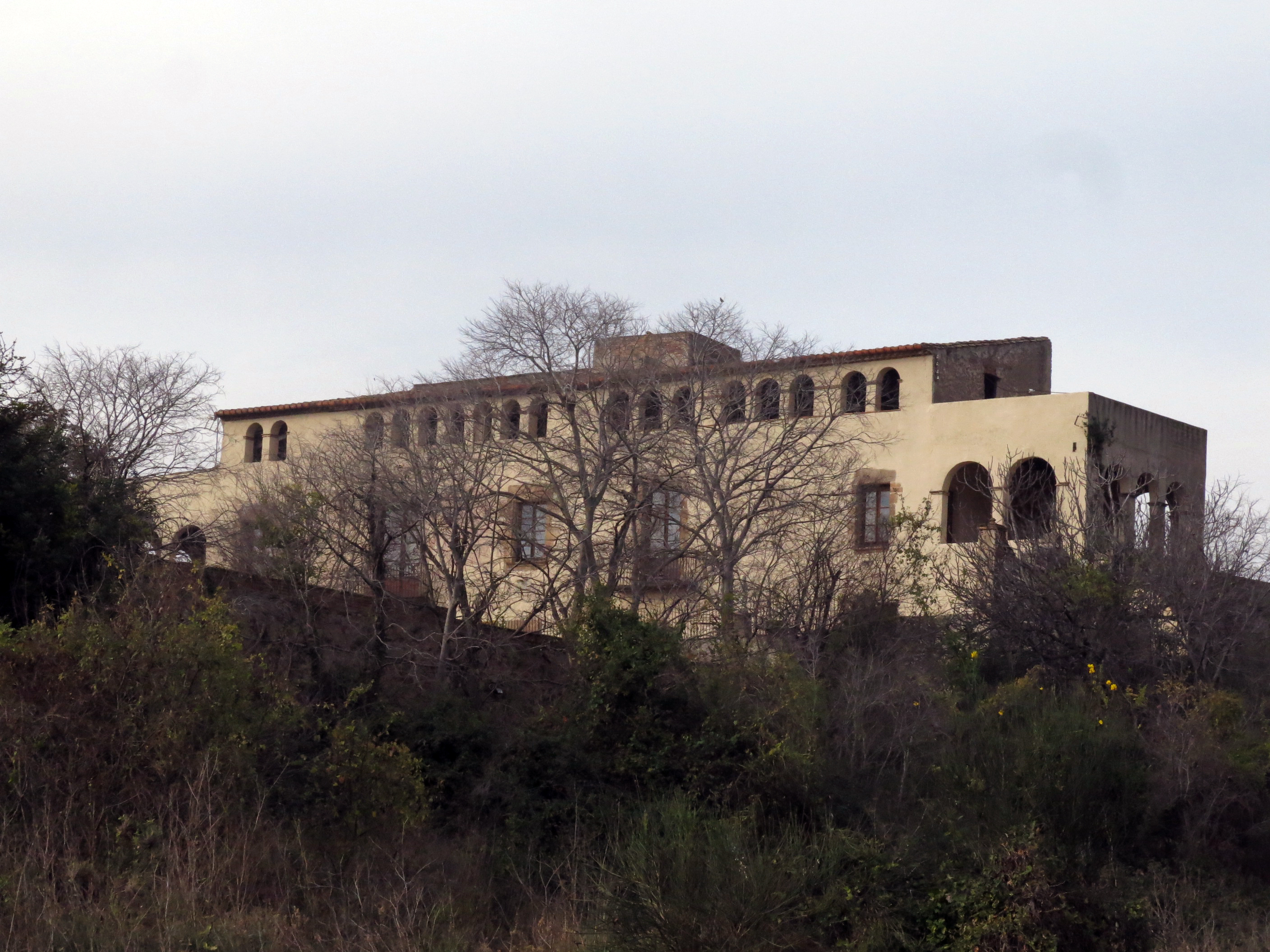
Can Ferrater

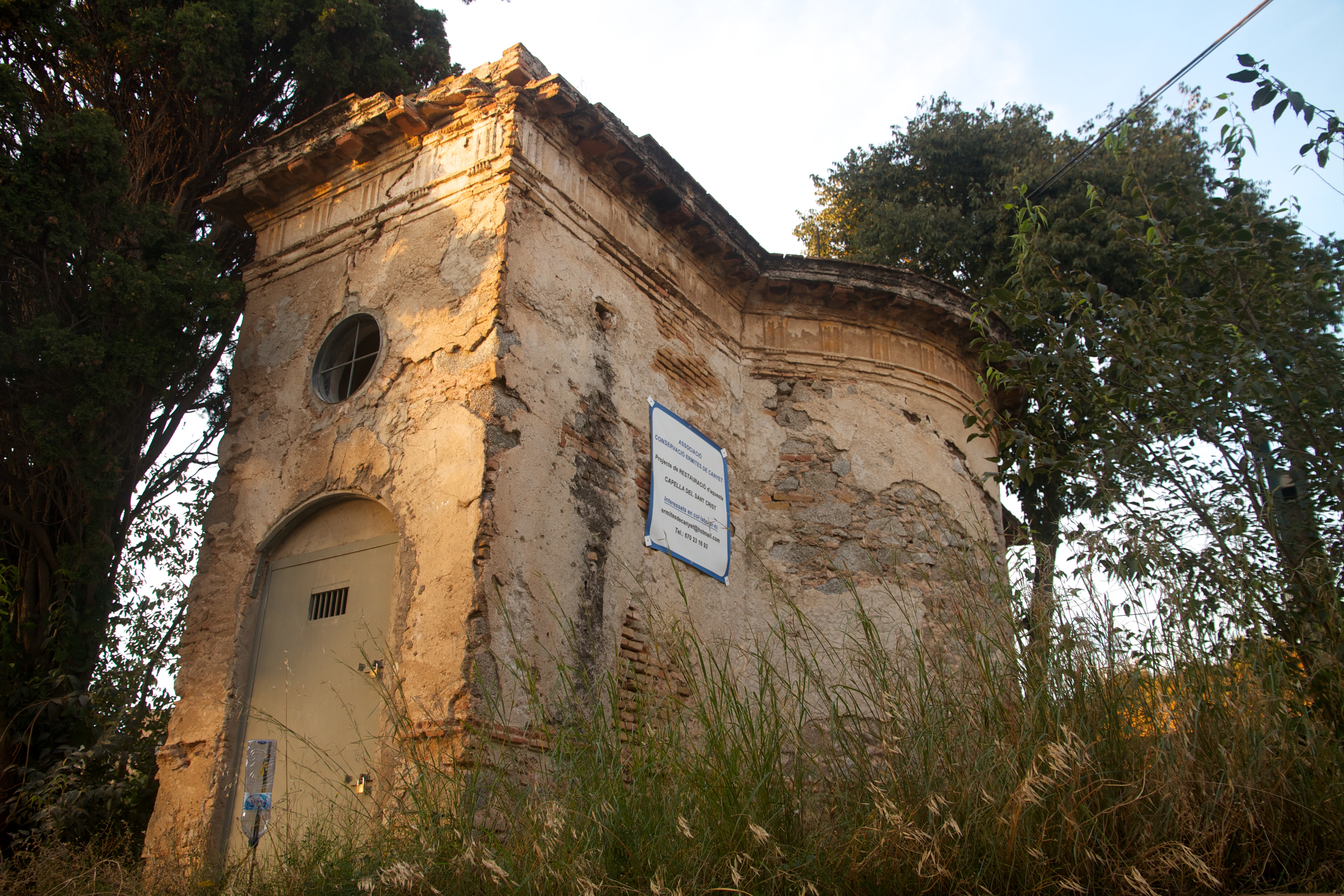
Capella de Can Ferrater

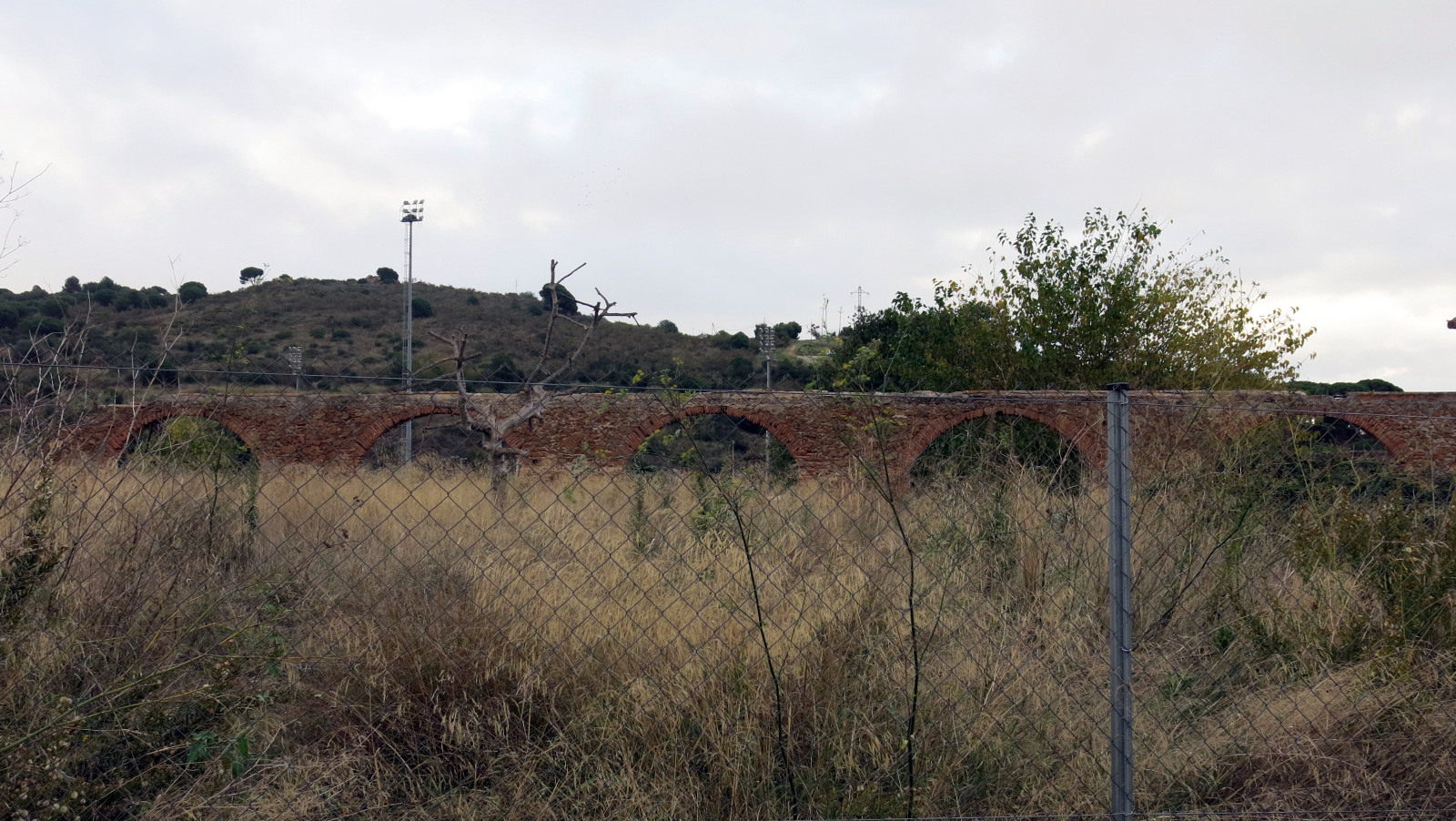
Aqüeducte de Can Ferrater

### Masia
Construïda al segle xv, el 1668 la finca va ser comprada per Joaquim Mascaró, que la va fer reformar el 1680, donant-li l'aspecte actual. El 1783 va ser adquirida per Antoni de Ferrater i Soler, els descendents del qual continuen ostentant la propietat.
L'edifici és allargat, situat en una petita elevació del terreny al costat de la carretera de Badalona a Montcada, just a l'entrada del barri de Canyet. Té la seva façana principal a migdia, la qual té diversos portals adovellats, mentre que les seves finestres són rectangulars i consten de llinda i brancals de pedra. Consta de planta baixa, pis i golfes, amb una galeria d'arcades de mig punt a banda i banda. La masia està a cavall entre ser una casa de camp de tipologia senyorial i una masia purament rural. En el seu interior s'hi conserven pintures que reflecteixen el seu antic esplendor. Davant la casa hi ha un pati, on hi ha una bassa i que està ornamentat amb escultures, conjunt que li dona un aspecte italianitzant, i un safareig amb la data de 1680. Són interessants també les cisternes de contenció de terres i el seu camí perimetral.

### Capella
La capella, d'estil neoclàssic, és del segle xviii, però en ser construïda la carretera de Montcada va quedar separada de la resta de la finca i va restar molt abandonada. És una construcció circular amb dues prolongacions rectangulars, on es practiquen les obertures, i coronada per un fris dòric amb cornisa. Els materials, visibles per l'escrostonament de l'arrebossat, són maó als paraments llisos i maçoneria als circulars.

### Aqüeducte
Consta de deu arcs de mig punt i està fet de maó i pedra.